# 10994 Fouchard
10994 Fouchard este o planetă minoră (asteroid), cu un diametru de 7,678 km, din centura de asteroizi. A fost descoperită pe 15 martie 1978 la Observatorul Palomar de Schelte J. Bus. 
Obiectul prezintă o orbită caracterizată de o semiaxă mare de 2,9059732 UAi, o excentricitate de 0,01, o înclinație de 2,44516 ° în raport cu ecliptica.